# Elói Teles de Morais
Eloi Teles de Morais (Crato, Ceará, 19 de abril de 1936 - 9 de outubro de 2000) foi um radialista, escritor, advogado, jornalista e folclorista brasileiro.
Formado em Direito, era também funcionário do Ministério da Agricultura.
Apresentador do programa Coisas do Meu Sertão, especializado em poesia matuta e veiculado diariamente, por mais de 30 anos, na rádio Araripe e, depois, na Rádio Educadora do Cariri.
Destacou-se, também, como folclorista, sendo um dos grandes incentivadores das manifestações da cultura popular do Cariri Cearense, como as bandas cabaçais, reisados, maneiro-pau e literatura de cordel.
Foi o fundador e primeiro presidente da Academia de Cordelistas do Crato.

## Obras
- Acorda Meu Crato
- A Lagoa Encantada
- A História do Crato em Versos (Volumes 3,4,5 e 6)
- Don Giovani
- Terra Ardente

## Homenagens
Após seu falecimento, recebeu homenagem na sua cidade natal, dando nome a uma creche: Espaço Comunitário Elói Teles de Moraes. Foi criada também, pelos mestres, brincantes e folcloristas cratenses, a Fundação do Folclore Mestre Elói, responsável pela organização e articulação do folclore na cidade e na região.